# Manuel Marín
Manuel Marín González (Ciudad Real, 21 de Outubro de 1949 — 4 de Dezembro de 2017) foi um político espanhol filiado no Partido Socialista Operário Espanhol.
Em 1 de Janeiro de 1986 tornou-se membro da Comissão Europeia, sendo vice-presidente da mesma durante vários períodos sob as presidências de Jacques Delors e Jacques Santer. Durante este tempo foi titular de pastas muito variadas, desde a pesca, passando pela cooperação e desenvolvimento até às relações com países do mediterráneo.
Foi Presidente interino da Comissão Europeia entre Janeiro e Setembro de 1999.
De volta à política espanhola, foi eleito deputado por Ciudad Real nas listas do PSOE nas eleições legislativas de 2000 e 2004. Em Abril de 2004 foi eleito Presidente do Parlamento de Espanha.
Recebeu o doutoramento Honoris Causa pelo Instituto Superior de Ciências do Trabalho e da Empresa em 2012.